# Bärbel Fuhrmann
Bärbel Fuhrmann, född 29 mars 1940 i Breslau, är en tysk före detta simmare.
Fuhrmann blev olympisk bronsmedaljör på 4 x 100 meter medley vid sommarspelen 1960 i Rom.